# Minecraft: The Story of Mojang
Pour plus de détails, voir Fiche technique et Distribution.
Minecraft: The Story of Mojang est un film documentaire américain, sorti en 2012.

## Synopsis
Ce film raconte l'histoire du studio de jeu vidéo suédois Mojang.

## Fiche technique
- Titre : Minecraft: The Story of Mojang
- Réalisation : Paul Owens
- Production : Paul Levering, Peter De Bourcier, Burnie Burns
- Musique : Daniel Rosenfeld
- Photographie : Asif Siddiky
- Pays d'origine : États-Unis
- Genre : Documentaire
- Durée : 104 minutes
- Date de sortie : 2012